# 陳仁宗
陳仁宗（ちんじんそう、ベトナム語：Trần Nhân Tông / 陳仁宗）は、陳朝大越の第3代皇帝。名は陳 昑（ベトナム語：Trần Khâm / 陳昑）または陳 日燇（ベトナム語：Trần Nhật Tôn / 陳日燇）とも。

## 生涯
第2代皇帝・聖宗の長男。母は安生王陳柳の娘の元聖皇后陳氏韶。宝符6年10月22日（1278年11月8日）に父帝から譲位されて即位した。即位してから4年後の紹宝4年（1282年）、元からの服属要求を退けたため、その大軍による侵攻を受けることになるが、父と共に従伯父の名将の陳国峻に軍権を預けて迎撃させた。一時は元軍の圧倒的物量の前に危機的状況に陥ったこともあり、怖気づいた仁宗は元への降伏も考えたが、陳国峻の強硬な反対を受けて翻意し、徹底抗戦に及んだ。その結果、ゲリラ戦に悩まされた元軍は重興4年（1288年）に撤退を開始し、その軍を追撃して壊滅させている（白藤江の戦い）。この功績により、重興5年（1289年）には陳国峻に興道大王号を与えてその後も重用した。
重興9年2月3日（1293年2月22日）、長男の陳烇に譲位して太上皇となる。程なくして出家して仏門に入り、余生を送った。ただし、出家した後も陳国峻と共に息子の治世に協力していたともいわれる。
仏法に関する著書に『僧袈砕事』など多数ある。興隆16年（1308年）、安子山臥雲庵で崩御。

## 参考文献

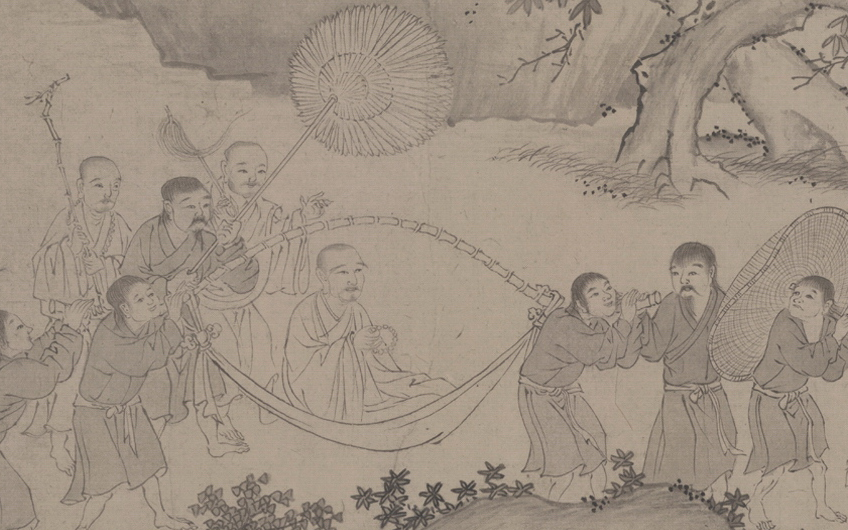
仁宗（中央、『竹林大士出山図』より）